# Alcalde de barrio (Antiguo Régimen)
El alcalde de barrio fue un cargo municipal español instituido en 1768 por Carlos III de España, primero para Madrid y luego extendido a otras ciudades, como repuesta a las protestas populares conocidas como Motín de Esquilache de 1766 y con la finalidad de mantener el orden en las ciudades y prevenir nuevos alborotos. Su creación fue casi simultánea a la del diputado del común y a la del síndico personero del común, cuyo objetivo era completamente distinto, pues se trataba dar voz en los ayuntamientos al «común», como se solía llamar entonces a los plebeyos, al pueblo.

## Historia
El llamado motín de Esquilache se inició a finales de marzo de 1766 en Madrid al grito de «¡Viva el rey, muera Esquilache!» y se extendió a otras ciudades alcanzando gran virulencia en algunas de ellas.
Tras la dura represión de los motines, Carlos III promulgó un decreto el 26 de junio de 1766  que instituía la figura del «diputado del común», cuyo cometido era «tratar y conferir en punto de abastos», y poco después creaba el cargo de Síndico Personero del Común, uno por cada población, como portavoz del "común" de los vecinos en el ayuntamiento.
Los alcaldes de barrio fueron creados con una finalidad bien distinta, pues su cometido principal era controlar el orden en las ciudades y prevenir nuevos motines, como el que había producido durante la primavera de 1766. En un principio la medida sólo afectó a Madrid, donde se había iniciado el Motín de Esquilache, a propuesta del nuevo ministro de Carlos III, el conde de Aranda que reformó la división en «quarteles» y barrios de Madrid para que los Alcaldes de Casa y Corte dentro del ámbito del Consejo de Castilla, de quien dependía directamente la capital, pudieran ejercer mejor su misión de vigilancia y castigo. Después la medida se extendió a las ciudades con audiencias: Valladolid, Granada, Oviedo, Sevilla, La Coruña, Zaragoza, Barcelona, Valencia y Palma de Mallorca.
Las ciudades a las que, junto con Madrid, se aplicó la nueva normativa quedaron divididas en «quarteles», éstos a su vez en «barrios», y los «barrios» en manzanas de casas numeradas, en las que se colocó una placa —algunas existen todavía— indicando el número de la manzana, el quartel y barrio al que pertenecía. Como señaló Antonio Domínguez Ortiz, «desde entonces cada vivienda quedó señalizada; acabó la antigua costumbre de indicarlas de forma vaga, por ejemplo: la casa que está en la calle de la Trapería frente a la tahona que hay junto al convento de agustinos. Fue, pues, una medida de urbanismo a la vez que de policía».

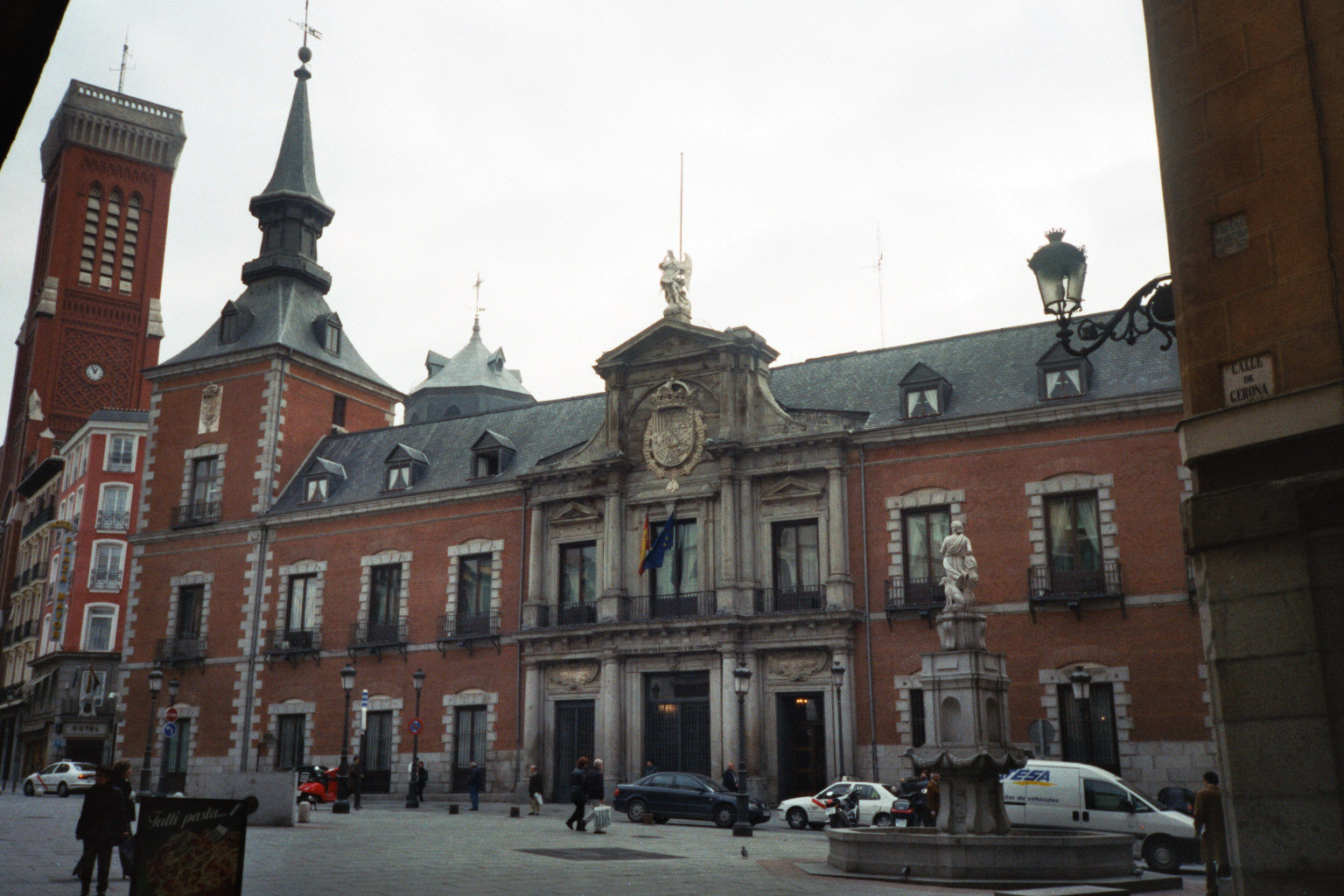
Palacio de Santa Cruz, antigua sede de la Sala de Alcaldes de Casa y Corte, y hoy Ministerio de Asuntos Exteriores, en la Plaza de Provincia de Madrid.

La real cédula de 21 de octubre de 1768 referida a Madrid, pero que luego fue ampliada a otras ciudades, establecía que cada barrio tendría un «alcalde de barrio» elegido de la misma forma que el síndico personero del común, es decir, por los vecinos «seculares» y «contribuyentes», y con unas atribuciones amplias, aunque supeditadas a las decisiones de las audiencias: «debían matricular los vecinos de su demarcación, vigilar a los maleantes, recoger a los mendigos y niños abandonados, celar el orden público, la limpieza de las calles, el cumplimiento de las ordenanzas municipales y otras misiones que en conjunto se llamaban de policía (de la raíz polis, 'ciudad'), palabra todavía no decantada hacia el significado político-judicial que luego tomó, pero que ya lo contenía en germen».
La nueva magistratura inicialmente tuvo una buena aceptación —hubo ciudades como Córdoba, Jerez y Ciudad Real que la solicitaron—, pero sí se produjo una «degradación» de la misma que algunos atribuyeron a la raíz popular del cargo y a la carencia de formación jurídica de las personas que lo detentaban. De hecho en Madrid a partir de 1801, durante el reinado de Carlos IV, las elecciones fueron suprimidas y los alcaldes de la capital pasaron a ser nombrados por la Sala de Alcaldes de Casa y Corte del Consejo de Castilla, y algo similar ocurrió en el resto de ciudades.